# グレープフルーツ (坂本真綾のアルバム)
『グレープフルーツ』は、坂本真綾の1枚目のオリジナルアルバム。1997年4月23日にビクターエンタテインメントから発売された後、2010年3月24日にflying DOGから再発された。その後、配信では44.1kHz/16bitのデジタルマスタを再利用して、K2HDプロセッシングによる疑似的なハイレゾ化が施されてリリースされた。
累計出荷枚数は4千枚。

## 概要
- メジャーデビュー楽曲となった「約束はいらない」を含め、坂本自身が主演したテレビアニメーション「天空のエスカフローネ」関連の楽曲が数曲収録されている。なおそのうちの一曲である「ポケットを空にして」後にリリースされるシングルコレクションアルバム『シングルコレクション+ ハチポチ』や、ベストアルバム『everywhere』にも収録された。

## 収録曲
| 全作曲・編曲: 菅野よう子。 |                                  |                                       |            |      |
| #                          | タイトル                         | 作詞                                  | 作曲・編曲 | 時間 |
| 1.                         | 「Feel Myself」                  | 坂本真綾・岩里祐穂                    | 菅野よう子 | 6:56 |
| 2.                         | 「I and I」                      | 岩里祐穂                              | 菅野よう子 | 5:18 |
| 3.                         | 「グレープフルーツ」             | 岩里祐穂                              | 菅野よう子 | 5:23 |
| 4.                         | 「右ほっぺのニキビ」             | 坂本真綾                              | 菅野よう子 | 4:06 |
| 5.                         | 「ポケットを空にして」           | 岩里祐穂                              | 菅野よう子 | 4:04 |
| 6.                         | 「オレンジ色とゆびきり」         | 坂本真綾                              | 菅野よう子 | 4:47 |
| 7.                         | 「青い瞳［REMIX］」              | 岩里祐穂                              | 菅野よう子 | 3:20 |
| 8.                         | 「約束はいらない」               | 岩里祐穂                              | 菅野よう子 | 3:34 |
| 9.                         | 「MY BEST FRIEND」               | 作詞：etsuko （日本語原詞：岩里祐穂） | 菅野よう子 | 3:43 |
| 10.                        | 「風が吹く日（Ma-aya Version）」 | 岩里祐穂                              | 菅野よう子 | 5:57 |
| 11.                        | 「そのままでいいんだ」           | Gabriela Robin                        | 菅野よう子 | 4:51 |
| 合計時間:                  | 合計時間:                        | 合計時間:                             | 51:59      |      |

## 参加ミュージシャン
| Feel Myself - Drums：宮田繁男 - E.Bass：渡辺等 - Guitars：今堀恒雄・古川昌義 - Keyboards：菅野よう子 - Synthesizer Manipulate：浦田恵司 - Percussion：梯郁夫 - Trumpet：荒木敏男 - Trombone：村田陽一 - A.Sax：山本拓夫 - Background Vocal：坂本真綾 I and I - Drums：平ヶ倉良枝 - E.Bass：渡辺等 - Guitar：今堀恒雄 - Keyboards：菅野よう子 - Synthesizer Manipulate：浦田恵司 - Percussion：三沢またろう - Strings：篠崎正嗣グループ - Background Vocal＆Chorus：坂本真綾 グレープフルーツ - Keyboards：菅野よう子 - E.Bass：渡辺等 - Guitar：今堀恒雄 - Synthesizer Manipulate：浦田恵司 - Background Vocal：坂本真綾 右ほっぺのニキビ - Drums：平ヶ倉良枝 - E.Bass：渡辺等 - Guitar：今堀恒雄 - Keyboards：菅野よう子 - Synthesizer Manipulate：浦田恵司 - Percussion：三沢またろう - Strings：篠崎正嗣グループ - Background Vocal：坂本真綾 ポケットを空にして - Drums：宮田繁男 - E.Bass＆Mandolin：渡辺等 - A.Guitar：古川昌義 - Keyboards：菅野よう子 - Synthesizer Manipulate：坂元俊介・浦田恵司 - Percussion：岡部洋一 - Background Vocal：坂本真綾 | オレンジ色とゆびきり - Drums：佐野康夫 - E.Bass：渡辺等 - Guitar：今堀恒雄 - Keyboards：菅野よう子 - Synthesizer Manipulate：浦田恵司 - Background Vocal：坂本真綾 青い瞳 - Keyboards＆Accordion：菅野よう子 - Synthesizer Manipulate：浦田恵司 - Strings：後藤勇一郎グループ 約束はいらない - A.Guitar：古川昌義 - Keyboards：菅野よう子 - Synthesizer Manipulate：坂元俊介・浦田恵司 - Background Vocal：Gabriela Robin - Chorus：坂本真綾 MY BEST FRIEND - Drums：宮田繁男 - E.Bass：渡辺等 - A.Guitar：古川昌義 - Keyboards：菅野よう子 - Percussion：岡部洋一 - Strings：Members of L'Ohchestra Dell' Unione Musicsti Roma - Background Vocal：坂本真綾 風が吹く日 - Drums：佐野康夫 - E.Bass：渡辺等 - Guitar：今堀恒雄 - Keyboards：菅野よう子 - Synthesizer Manipulate：浦田恵司 - English Horn：柴山洋 - Background Vocal：坂本真綾 そのままでいいんだ - Guitar：今堀恒雄 - Keyboards：菅野よう子 - Synthesizer Manipulate：浦田恵司 - Background Vocal：坂本真綾 |